# خط آرلت
خط آرلت (بالإنجليزية: Arlt's line)‏ هو شريط سَميك من النسيج الندبي في ملتحمة العين، ويقع بالقُرب من هامش الجِفن، والذي يرتبط بعدوى العين. يُعتبر وجود خط آرلت من العلامات المميزة للتراخوما، وهي عدوى العين بواسطة المتدثرة التراخومية. يَعبر خط آرلت بشكلٍ أفقي موازٍ للجفن، ويُوجد عند تقاطع الثلث الأمامي والثلثين الخلفيين للملتحمة.
سُمي نسبةً إلى طبيب العيون النمساوي كارل فرديناند فون آرلت.